# Найсильніша людина Естонії
Найсильніша людина Естонії (ест. Eestimaa Rammumees) - щорічне змагання серед ломусів, яке було вперше проведено у 1999 році. До виступів допускаються виключно естонські ломуси. 

## Таблиця переможців змагання
| Рік  | Переможець      | 2-е місце       | 3-е місце      |
| ---- | --------------- | --------------- | -------------- |
| 1999 | Тармо Мітт      |                 |                |
| 2000 | Тармо Мітт      |                 |                |
| 2001 | невідомо        |                 |                |
| 2002 | Андрус Мурумець | невідомо        |                |
| 2003 | Тармо Мітт      | Андрус Мурумець |                |
| 2004 | Тармо Мітт      | Андрус Мурумець |                |
| 2005 | Андрус Мурумець |                 | Лаурі Намі     |
| 2006 | Андрус Мурумець | Мееліс Пунґітс  | Ґерт Ґоршанов  |
| 2007 | Андрус Мурумець | Мееліс Пунґітс  |                |
| 2008 | Рауно Гейнла    | Лаурі Намі      | Мееліс Пунґітс |
| 2009 | Андрус Мурумець | Лаурі Намі      | Тармо Мітт     |
| 2010 | Рауно Гейнла    | Лаурі Намі      | Мееліс Пунґітс |